# Liangshuihe (köpinghuvudort i Kina, Hubei Sheng, lat 32,65, long 111,47)
Liangshuihe (kinesiska: 凉水河, 凉水河镇) är en köpinghuvudort i Kina. Den ligger i provinsen Hubei, i den centrala delen av landet, omkring 350 kilometer nordväst om provinshuvudstaden Wuhan. Antalet invånare är 19 547. Befolkningen består av 9 234 kvinnor och 10 313 män. Barn under 15 år utgör 11,0 %, vuxna 15-64 år 77 %, och äldre över 65 år 11,0 %.
Runt Liangshuihe är det tätbefolkat, med 331 invånare per kvadratkilometer. Närmaste större samhälle är Danjiangkou, 12,2 km söder om Liangshuihe. Trakten runt Liangshuihe består till största delen av jordbruksmark.
Genomsnittlig årsnederbörd är 858 millimeter. Den regnigaste månaden är augusti, med i genomsnitt 142 mm nederbörd, och den torraste är januari, med 8 mm nederbörd.